# Покровский (Иркутская область)
Покровский (тоф. Ӄызыл-Өғ — «красный дом») — упразднённый посёлок в Тофаларии, на территории Верхне-Гутарского сельского поселения Нижнеудинского района Иркутской области России.

## Название
Тофалары называли посёлок «Кысыл-Ух» (тоф. Ӄызыл-Өғ), что в переводе означает «красный дом».

## География
Расположен на правом берегу реки Большая Бирюса, примерно в километре от места впадения в неё реки Хорма, в 140 км к юго-западу от райцентра — города Нижнеудинска (по прямой).

## История
Активная золотодобыча на Бирюсинских приисках была начата в 1771 году, когда месторождения золота от устья Хормы до устья Миричуна были приобретены в концессию промышленником Эдуардом Вольфом. В качестве рабочей силы на прииски Вольфом были приобретены крестьяне из Владимирской и Рязанской губерний. Примерно в это время и был основан прииск Покровский. Примерно тогда же началась добыча золота по реке Хорме, в районе ручья Катышный. Принимали участие в добыче золота и каторжники. В то время способ добычи золота был весьма примитивным: основными инструментами служили лоток, кайло, лопата и тачка.
Датой основания населённого пункта считается 1830 год.
Согласно Переписи населения СССР 1926 года, прииск Покровский относился к Андреевскому (Бирюсинскому) сельсовету Нижнеудинского района Канского округа, здесь насчитывалось 47 домохозяйств, 63 жителя (52 мужчины и 11 женщин), в национальном составе преобладали корейцы.
С 1939 года посёлок являлся центром Покровского сельсовета, куда входили 27 населённых пунктов, здесь функционировали школа, больница, детский сад, ясли, клуб, библиотека, изба-читальня и магазин.
В 1950 году Бирюсинские прииски были закрыты, и вскоре после этого Покровский сельсовет был упразднён, все основные предприятия и учреждения социальной инфраструктуры на его территории прекратили работу. Население Покровского сельсовета (на 1950 год здесь проживали 810 человек) было переселено в различные населённые пункты Иркутской и Читинской областей, однако 54 человека, в том числе семьи с детьми, переезжать отказались. Посёлок Покровский был присоединён к Верхне-Гутарскому сельсовету.
Во второй половине 1950-х в связи с развитием в Тофаларии авиации на её территории была создана сеть метеорологических станций, расположенных по ходу лётных маршрутов. Одна из метеостанций была открыта в Покровском.

## Население
На 1994 год в Покровском ещё оставались постоянные жители. В то время здесь насчитывалось около 20 домов, работал магазин, осуществлялось авиасообщение с Нижнеудинском.
В настоящее время постоянного населения в посёлке нет.

## Транспорт
Покровский — последняя точка в направлении Верхней Гутары, куда можно добраться на автомобиле.
В 3-х километрах от посёлка расположен аэродром, ещё по состоянию на 1994 год сюда летал самолёт из Нижнеудинска.